# Albert von Ringler
Joseph Albert Friedrich Eberhard Ringler, ab 1812 von Ringler, (* 15. Mai 1785 in Ludwigsburg; † 16. Mai 1864 in Beutelsbach) war ein württembergischer Offizier und Landtagsabgeordneter.

## Leben und Werk
Albert Ringler war der Sohn des Direktors der Ludwigsburger Porzellanfabrik Josef Jacob Ringler und dessen Ehefrau Christiane Friederike geb. Wölfing. Er trat als Soldat in württembergische Dienste und nahm an fast allen Feldzügen teil, an denen württembergische Truppen zwischen 1800 und 1814 beteiligt waren. Auf dem Russlandfeldzug 1812 geriet er in Gefangenschaft, aus der er 1814 heimkehrte. Nach 1815 lebte er als Major in Beutelsbach.
Obwohl er bei der Wahl unterlegen war, trat er 1833 anstelle des ursprünglich gewählten Gottlob Tafel in den württembergischen Landtag ein. Tafel wurde wegen einer Vorstrafe nicht als Abgeordneter zugelassen. 1845 kandidierte Ringler nicht mehr. 
1812 wurde Albert Ringler mit dem Ritterkreuz des württembergischen Militärverdienstordens ausgezeichnet. Mit der Verleihung des Ordens war die Erhebung in persönlichen Adel (Nobilitierung) und eine Pension verbunden.